# Yoshimasa Suda
Yoshimasa Suda (født 22. august 1967) er en tidligere japansk fodboldspiller.
Han har spillet for flere forskellige klubber i sin karriere, herunder Urawa Reds.